# Oncocnemis corusca
Oncocnemis corusca är en fjärilsart som beskrevs av Smith 1899. Oncocnemis corusca ingår i släktet Oncocnemis och familjen nattflyn. Inga underarter finns listade i Catalogue of Life.